# Лерой, Роберт
Роберт Лерой (англ. Robert LeRoy; 7 февраля 1885, Нью-Йорк — 7 сентября 1946, Нью-Йорк) — американский теннисист, двукратный серебряный призёр летних Олимпийских игр 1904, финалист Открытого чемпионата США 1907.

## Олимпийские игры
На Играх 1904 в Сент-Луисе Лерой участвовал в обоих турнирах. В индивидуальном он дошёл до финала, но, проиграв в финале Билсу Райту, занял второе место и выиграл серебряную медаль. В парном разряде, играя вместе с Альфонсо Беллом, он снова дошёл до финала и получил ещё одну серебряную награду.

## Прочие турниры
Лерой был финалистом Открытого чемпионата США 1907. Он также выигрывал турнир в Цинциннати с 1907 по 1909 год.